# František Slavík (akademik)
Akademik František Slavík (18. srpna 1876 Kutná Hora – 27. ledna 1957 Praha) byl mineralog, petrolog a geolog, účastník protinacistického odboje a politický vězeň, profesor a rektor Univerzity Karlovy.

## Život
Narodil se 18. srpna 1876 v Kutné Hoře Gabriele Slavíkové rozené Rybové a Františku Augustinu Slavíkovi, který byl profesorem kutnohorské reálky. 
Po maturitě roku 1895 studoval přírodní vědy na Filozofické fakultě UK v Praze a už od roku 1897 působil jako asistent mineralogie, kterou pak po promoci roku 1899 studoval v Mnichově. Učil na gymnáziu na Žižkově, roku 1906 začal přednášet na Karlově univerzitě a roku 1916 byl jmenován řádným profesorem mineralogie a ředitelem mineralogického ústavu české univerzity v Praze. O rok později se oženil se svou o 14 let mladší spolupracovnicí, mineraložkou Ludmilou Kaplanovou. Roku 1922 se stal členem České akademie věd a umění, roku 1923 členem Královské české společnosti nauk a roku 1924 Masarykovy akademie práce. V roce 1924–1925 byl děkanem nedávno zřízené Přírodovědecké fakulty a v roce 1937–1938 byl zvolen rektorem UK.
Po okupaci roku 1939 a zavření českých vysokých škol se s kolegy podílel na odbojové činnosti, roku 1943 byl i s manželkou Ludmilou zatčen a vězněn v koncentračních táborech Osvětim a Buchenwald. Jeho žena se konce války nedožila, zemřela v Osvětimi necelé dva týdny po zatčení. On sám se po osvobození roku 1945 věnoval obnově univerzity, mineralogického ústavu a jeho sbírek. Roku 1952 se podílel na založení ČSAV, byl jmenován akademikem a prvním předsedou II. sekce ČSAV. I po emeritování docházel pravidelně na své pracoviště na Albertově.

## Dílo
Zabýval se hlavně speciální a regionální mineralogií a petrografií. Publikoval přes 500 původních prací, mezi nejvýznamnější patří Metalogenese Železných hor (1929), Úvod do speciální mineralogie (1932) a Vznik a výskyt nerostů (1952). Za svoji vědeckou činnost byl i mezinárodně uznáván a byl nositelem mnoha vyznamenání a ocenění. Byl také členem Československé národní rady badatelské, Učené společnosti Šafaříkovy v Bratislavě, Komitétu pro přírodovědecký výzkum Čech a mnoha dalších organizací.